# ستيف روس
ستيف روس (بالإنجليزية: Stephen Jay Ross) هو مدير أمريكي، ولد في 5 أبريل 1927 في بروكلين في الولايات المتحدة، وتوفي في 20 ديسمبر 1992 في لوس أنجلوس في الولايات المتحدة بسبب سرطان البروستاتا.

## وصلات خارجية
- ستيف روس على موقع الموسوعة البريطانية (الإنجليزية)
- ستيف روس على موقع مونزينجر (الألمانية)